# Юст Александрийский
Юст Александрийский (греч. Ιούστος της Αλεξάνδρειας; I век — 28 сентября 129) — епископ (Патриарх) Александрийский, занимавший пост с 118 по 129 год во время правления императора Адриана.
Он был крещён святым Марком, который также назначил его первым диаконом Александрийской богословской школы.
Во время своего пребывания на папском престоле Папа Римский Телесфор продолжал использовать церковь Святого Марка в Александрии в качестве своей резиденции.